# Verein für Bewegungsspiele Lübeck von 1919 1996-1997
Questa voce raccoglie le informazioni riguardanti il Verein für Bewegungsspiele Lübeck von 1919 nelle competizioni ufficiali della stagione 1996-1997.

## Stagione
Nella stagione 1996-1997 il Lubecca, allenato da Michael Lorkowski, Klaus Borchert e Charly Körbel, concluse il campionato di 2. Bundesliga al 16º posto e fu retrocesso in Regionalliga. In Coppa di Germania il Lubecca fu eliminato al secondo turno dal Duisburg.

## Rosa
| N. |                      | Ruolo | Calciatore          |
| -- | -------------------- | ----- | ------------------- |
|    | Germania (bandiera)  | P     | Thomas Richter      |
|    | Germania (bandiera)  | P     | Maik Wilde          |
|    | Germania (bandiera)  | D     | Holger Behnert      |
|    | Germania (bandiera)  | D     | Thorsten Grümmer    |
|    | Germania (bandiera)  | D     | Torben Hoffmann     |
|    | Germania (bandiera)  | D     | Michael Köpper      |
|    | Danimarca (bandiera) | D     | Henrik Larsen       |
|    | Lituania (bandiera)  | D     | Romas Mažeikis      |
|    | Germania (bandiera)  | D     | Jürgen Oelbeck      |
|    | Germania (bandiera)  | D     | Jörn Schwinkendorf  |
|    | Germania (bandiera)  | C     | André Golke         |
|    | Polonia (bandiera)   | C     | Krzysztof Hetmański |
|    | Germania (bandiera)  | C     | Lars Kindgen        |

| N. |                        | Ruolo | Calciatore          |
| -- | ---------------------- | ----- | ------------------- |
|    | Germania (bandiera)    | C     | Michael Koch        |
|    | Germania (bandiera)    | C     | Thomas Möller       |
|    | Germania (bandiera)    | C     | Stefan Siedschlag   |
|    | Ungheria (bandiera)    | C     | Károly Szanyó       |
|    | Paesi Bassi (bandiera) | C     | Felix van der Steen |
|    | Germania (bandiera)    | C     | Andreas Winkler     |
|    | Germania (bandiera)    | A     | Markus Aerdken      |
|    | Georgia (bandiera)     | A     | Aleksandr Iashvili  |
|    | Germania (bandiera)    | A     | Daniel Jurgeleit    |
|    | Germania (bandiera)    | A     | Alexander Löbe      |
|    | Germania (bandiera)    | A     | Michael Schön       |
|    | Germania (bandiera)    | A     | Kay Stisi           |

## Organigramma societario
Area tecnica
- Allenatore: Charly Körbel
- Allenatore in seconda:
- Preparatore dei portieri:
- Preparatori atletici:

## Calciomercato

### Sessione estiva
| Acquisti | Acquisti           | Acquisti           | Acquisti |
| R.       | Nome               | da                 | Modalità |
| -------- | ------------------ | ------------------ | -------- |
| A        | Alexander Löbe     | Duisburg           |          |
| D        | Michael Köpper     | Waldhof Mannheim   |          |
| A        | Kay Stisi          | St. Pauli          |          |
| C        | Stefan Siedschlag  | Amburgo            |          |
| D        | Henrik Larsen      | Aarhus             |          |
| P        | Thomas Richter     | Wuppertal          |          |
| D        | Jörn Schwinkendorf | Fortuna Düsseldorf |          |
| C        | Andreas Winkler    | Hannover 96        |          |

| Cessioni | Cessioni       | Cessioni      | Cessioni |
| R.       | Nome           | a             | Modalità |
| -------- | -------------- | ------------- | -------- |
| D        | Frank Dalinger | TSV Pansdorf  |          |
| A        | Sascha Hagen   | TSV Pansdorf  |          |
| C        | Timo Hempel    | Holstein Kiel |          |

### Sessione invernale
| Acquisti | Acquisti           | Acquisti       | Acquisti |
| R.       | Nome               | da             | Modalità |
| -------- | ------------------ | -------------- | -------- |
| C        | Károly Szanyó      | Újpest         |          |
| A        | Aleksandr Iashvili | Dinamo Tbilisi |          |

| Cessioni | Cessioni         | Cessioni  | Cessioni |
| R.       | Nome             | a         | Modalità |
| -------- | ---------------- | --------- | -------- |
| A        | Lutz Schwerinski | Altona 93 |          |

## Risultati

### 2. Bundesliga

#### Girone di andata
| Arbitro: | Heynemann |

|                       |           |           |
| Tskhadadze 81’ (aut.) | Marcatori | 55’ Menze |

| Arbitro: | Koop |

|                      |           |  |
| Ukrow 50’ Marell 86’ | Marcatori |  |

| Lubecca 18 agosto 1996, ore 15:00 CEST 3ª giornata | Lubecca | 0 – 0 referto | Unterhaching | Stadion an der Lohmühle (7 000 spett.)\| Arbitro: \| Prengel \| |
| Arbitro:                                           | Prengel |               |              |                                                                 |

| Arbitro: | Casper |

|                       |           |                                            |
| Chatzis 7’ Sailer 76’ | Marcatori | 41’ Koch 67’ (aut.) Sebescen 81’ Jurgeleit |

| Arbitro: | Insam |

|               |           |  |
| Jurgeleit 71’ | Marcatori |  |

| Arbitro: | Wezel |

|                                                     |           |  |
| Nowotny 31’, 36’ Wollitz 54’ Hahn 89’ Grammozīs 90’ | Marcatori |  |

| Arbitro: | Müller |

|  |           |                               |
|  | Marcatori | 65’ Grevelhörster 74’ Ouakili |

| Wolfsburg 27 settembre 1996, ore 19:00 CEST 8ª giornata | Wolfsburg | 0 – 0 referto | Lubecca | VfL-Stadion am Elsterweg (4 300 spett.)\| Arbitro: \| Lange \| |
| Arbitro:                                                | Lange     |               |         |                                                                |

| Arbitro: | Frey |

|           |           |                                               |
| Golke 27’ | Marcatori | 42’, 80’ Rraklli 71’ Kruse 90’ Mazingu-Dinzey |

| Lipsia 13 ottobre 1996, ore 15:00 CEST 10ª giornata | VfB Lipsia | 0 – 0 referto | Lubecca | Bruno-Plache-Stadion (3 500 spett.)\| Arbitro: \| Gettke \| |
| Arbitro:                                            | Gettke     |               |         |                                                             |

| Arbitro: | Schütz |

|                  |           |                                   |
| Aerdken 82’, 87’ | Marcatori | 6’ Tschiedel 19’, 60’ van der Ven |

| Arbitro: | Schmidt |

|                     |           |  |
| Klein 20’ Beyel 73’ | Marcatori |  |

| Arbitro: | Friedrichs |

|  |           |                     |
|  | Marcatori | 42’ Kuka 82’ Wagner |

| Arbitro: | Wack |

|           |           |                  |
| Etebu 83’ | Marcatori | 45’ (aut.) Klütz |

| Arbitro: | Dehmelt |

|              |           |         |
| Hoffmann 59’ | Marcatori | 30’ Hey |

| Arbitro: | Werthmann |

|          |           |             |
| Löbe 14’ | Marcatori | 66’ Kirsten |

| Arbitro: | Fleischer |

|                                       |           |         |
| Hayer 8’ Gunnlaugsson 57’ Richter 60’ | Marcatori | 3’ Löbe |

#### Girone di ritorno
| Arbitro: | Jansen |

|                                   |           |  |
| Becker 11’ Güntensperger 25’, 55’ | Marcatori |  |

| Arbitro: | Casper |

|                                            |           |             |
| Behnert 34’ Jurgeleit 47’, 70’ Winkler 67’ | Marcatori | 23’ Claaßen |

| Unterhaching 9 marzo 1997, ore 15:00 CET 20ª giornata | Unterhaching | 0 – 0 referto | Lubecca | Stadion am Sportpark (2 800 spett.)\| Arbitro: \| Wack \| |
| Arbitro:                                              | Wack         |               |         |                                                           |

| Arbitro: | Wendorf |

|            |           |  |
| Möller 85’ | Marcatori |  |

| Arbitro: | Wezel |

|           |           |               |
| Weber 61’ | Marcatori | 63’ Jurgeleit |

| Arbitro: | Müller |

|                           |           |  |
| Jurgeleit 54’, 71’ (rig.) | Marcatori |  |

| Arbitro: | Keßler |

|            |           |            |
| Spyrka 19’ | Marcatori | 55’ Möller |

| Lubecca 13 aprile 1997, ore 15:00 CEST 25ª giornata | Lubecca | 0 – 0 referto | Wolfsburg | Stadion an der Lohmühle (11 150 spett.)\| Arbitro: \| Dörr \| |
| Arbitro:                                            | Dörr    |               |           |                                                               |

| Berlino 21 aprile 1997, ore 19:30 CEST 26ª giornata | Hertha Berlino | 0 – 0 referto | Lubecca | Stadio Olimpico (14 628 spett.)\| Arbitro: \| Albrecht \| |
| Arbitro:                                            | Albrecht       |               |         |                                                           |

| Arbitro: | Lange |

|  |           |           |
|  | Marcatori | 34’ Kujat |

| Arbitro: | Schmidt |

|                                     |           |               |
| van der Ven 45’ Meyer 56’ Bonan 84’ | Marcatori | 75’ Jurgeleit |

| Arbitro: | Neis |

|                                   |           |                   |
| Stisi 48’ Köpper 54’ Iashvili 67’ | Marcatori | 1’ Vier 74’ Klein |

| Arbitro: | Gettke |

|                                                                     |           |  |
| Rufer 34’ Marschall 39’, 81’ Koch 73’ Riedl 76’ Rische 79’ Kuka 84’ | Marcatori |  |

| Arbitro: | Hufgard |

|                         |           |  |
| Iashvili 43’ Möller 45’ | Marcatori |  |

| Arbitro: | Dehmelt |

|  |           |                                      |
|  | Marcatori | 60’ Golke 79’ Jurgeleit 86’ Iashvili |

| Arbitro: | Fandel |

|                       |           |  |
| Lense 40’ Günther 83’ | Marcatori |  |

| Arbitro: | Berg |

|               |           |                                |
| Löbe 18’, 26’ | Marcatori | 9’ Uysal 16’ Reichel 90’ Schön |

### Coppa di Germania
| Arbitro: | Insam |

|          |           |                              |
| Raab 53’ | Marcatori | 36’ Schwerinski 59’ Hoffmann |

| Arbitro: | Zerr |

|           |           |  |
| Hopp 113’ | Marcatori |  |

## Statistiche

### Statistiche di squadra
| Competizione      | Punti | In casa | In casa | In casa | In casa | In casa | In casa | In trasferta | In trasferta | In trasferta | In trasferta | In trasferta | In trasferta | Totale | Totale | Totale | Totale | Totale | Totale | DR  |
| Competizione      | Punti | G       | V       | N       | P       | Gf      | Gs      | G            | V            | N            | P            | Gf           | Gs           | G      | V      | N      | P      | Gf     | Gs     | DR  |
| ----------------- | ----- | ------- | ------- | ------- | ------- | ------- | ------- | ------------ | ------------ | ------------ | ------------ | ------------ | ------------ | ------ | ------ | ------ | ------ | ------ | ------ | --- |
| 2. Bundesliga     | 36    | 17      | 6       | 5       | 6       | 21      | 21      | 17           | 2            | 7            | 8            | 11           | 32           | 34     | 8      | 12     | 14     | 32     | 53     | -21 |
| Coppa di Germania | -     | 0       | 0       | 0       | 0       | 0       | 0       | 2            | 1            | 0            | 1            | 2            | 2            | 2      | 1      | 0      | 1      | 2      | 2      | 0   |
| Totale            | 36    | 17      | 6       | 5       | 6       | 21      | 21      | 19           | 3            | 7            | 9            | 13           | 34           | 36     | 9      | 12     | 15     | 34     | 55     | -21 |

### Andamento in campionato
| Giornata  | 1 | 2  | 3  | 4 | 5 | 6  | 7  | 8  | 9  | 10 | 11 | 12 | 13 | 14 | 15 | 16 | 17 | 18 | 19 | 20 | 21 | 22 | 23 | 24 | 25 | 26 | 27 | 28 | 29 | 30 | 31 | 32 | 33 | 34 |
| --------- | - | -- | -- | - | - | -- | -- | -- | -- | -- | -- | -- | -- | -- | -- | -- | -- | -- | -- | -- | -- | -- | -- | -- | -- | -- | -- | -- | -- | -- | -- | -- | -- | -- |
| Luogo     | C | T  | C  | T | C | T  | C  | T  | C  | T  | C  | T  | C  | T  | C  | C  | T  | T  | C  | T  | C  | T  | C  | T  | C  | T  | C  | T  | C  | T  | C  | T  | T  | C  |
| Risultato | N | P  | N  | V | V | P  | P  | N  | P  | N  | P  | P  | P  | N  | N  | N  | P  | P  | V  | N  | V  | N  | V  | N  | N  | N  | P  | P  | V  | P  | V  | V  | P  | P  |
| Posizione | 6 | 15 | 16 | 9 | 6 | 13 | 13 | 13 | 14 | 13 | 15 | 16 | 17 | 17 | 17 | 17 | 18 | 18 | 17 | 16 | 16 | 16 | 16 | 15 | 15 | 15 | 15 | 15 | 15 | 16 | 16 | 15 | 16 | 16 |

Legenda:

Luogo: C = Casa; T = Trasferta. Risultato: V = Vittoria; N = Pareggio; P = Sconfitta.

### Statistiche dei giocatori
| Giocatore        | 2. Bundesliga | 2. Bundesliga | 2. Bundesliga | 2. Bundesliga | Coppa di Germania | Coppa di Germania | Coppa di Germania | Coppa di Germania | Totale   | Totale | Totale      | Totale     |
| Giocatore        | Presenze      | Reti          | Ammonizioni   | Espulsioni    | Presenze          | Reti              | Ammonizioni       | Espulsioni        | Presenze | Reti   | Ammonizioni | Espulsioni |
| ---------------- | ------------- | ------------- | ------------- | ------------- | ----------------- | ----------------- | ----------------- | ----------------- | -------- | ------ | ----------- | ---------- |
| M. Aerdken       | 9             | 2             | 0             | 0             | 2                 | 0                 | 2                 | 0                 | 11       | 2      | 2           | 0          |
| H. Behnert       | 26            | 1             | 5             | 0             | 2                 | 0                 | 0                 | 0                 | 28       | 1      | 5           | 0          |
| A. Golke         | 32            | 2             | 8             | 0             | 2                 | 0                 | 1                 | 0                 | 34       | 2      | 9           | 0          |
| T. Grümmer       | 2             | 0             | 0             | 0             | 1                 | 0                 | 0                 | 0                 | 3        | 0      | 0           | 0          |
| K. Hetmański     | 10            | 0             | 3             | 0             | 0                 | 0                 | 0                 | 0                 | 10       | 0      | 3           | 0          |
| T. Hoffmann      | 32            | 1             | 2             | 0             | 2                 | 1                 | 0                 | 0                 | 34       | 2      | 2           | 0          |
| A. Iashvili      | 15            | 3             | 2             | 0             | 0                 | 0                 | 0                 | 0                 | 15       | 3      | 2           | 0          |
| D. Jurgeleit     | 34            | 9             | 2             | 0             | 2                 | 0                 | 0                 | 0                 | 36       | 9      | 2           | 0          |
| L. Kindgen       | 19            | 0             | 3             | 0             | 2                 | 0                 | 0                 | 0                 | 21       | 0      | 3           | 0          |
| M. Koch          | 25            | 1             | 0             | 0             | 1                 | 0                 | 0                 | 0                 | 26       | 1      | 0           | 0          |
| M. Köpper        | 20            | 1             | 4             | 0             | 0                 | 0                 | 0                 | 0                 | 20       | 1      | 4           | 0          |
| H. Larsen        | 2             | 0             | 0             | 0             | 1                 | 0                 | 0                 | 0                 | 3        | 0      | 0           | 0          |
| A. Löbe          | 19            | 4             | 2             | 0             | 0                 | 0                 | 0                 | 0                 | 19       | 4      | 2           | 0          |
| R. Mažeikis      | 17            | 0             | 2             | 0             | 2                 | 0                 | 2                 | 0                 | 19       | 0      | 4           | 0          |
| T. Möller        | 19            | 3             | 2             | 0             | 0                 | 0                 | 0                 | 0                 | 19       | 3      | 2           | 0          |
| J. Oelbeck       | 8             | 0             | 1             | 0             | 0                 | 0                 | 0                 | 0                 | 8        | 0      | 1           | 0          |
| T. Richter       | 1             | 0             | 0             | 0             | 0                 | 0                 | 0                 | 0                 | 1        | 0      | 0           | 0          |
| L. Schwerinski   | 3             | 0             | 0             | 0             | 1                 | 1                 | 0                 | 0                 | 4        | 1      | 0           | 0          |
| J. Schwinkendorf | 31            | 0             | 4             | 1             | 2                 | 0                 | 1                 | 0                 | 33       | 0      | 5           | 1          |
| M. Schön         | 1             | 0             | 0             | 0             | 0                 | 0                 | 0                 | 0                 | 1        | 0      | 0           | 0          |
| S. Siedschlag    | 25            | 0             | 0             | 0             | 1                 | 0                 | 1                 | 0                 | 26       | 0      | 1           | 0          |
| K. Stisi         | 12            | 1             | 2             | 0             | 0                 | 0                 | 0                 | 0                 | 12       | 1      | 2           | 0          |
| K. Szanyó        | 2             | 0             | 0             | 0             | 0                 | 0                 | 0                 | 0                 | 2        | 0      | 0           | 0          |
| M. Wilde         | 34            | 0             | 1             | 0             | 2                 | 0                 | 0                 | 0                 | 36       | 0      | 1           | 0          |
| A. Winkler       | 28            | 1             | 3             | 1             | 1                 | 0                 | 0                 | 0                 | 29       | 1      | 3           | 1          |
| F. van der Steen | 25            | 0             | 6             | 0             | 2                 | 0                 | 0                 | 0                 | 27       | 0      | 6           | 0          |